# Séraphîta
Séraphîta (às vezes adaptado para o português como Seráfita) é um romance francês de Honoré de Balzac. Publicado na Revue de Paris, em 1834, o texto passou por sete edições: a primeira por Werdet em 1835 no mesmo volume em que Les Proscrits e Louis Lambert, e a última (edição Furne ilustrada) em 1846, na qual o romance figura nos Estudos filosóficos da Comédia Humana.
A obra mergulha no fantástico, no sobrenatural mesmo (um gênero que Balzac aborda com frequência, vide Ursule Mirouët, por exemplo). O tema da androginia, que aqui se aborda, retoma o mito antigo da perfeição humana: o andrógino era o ser total.

## Enredo
Em um castelo da Noruega situado diante do fiorde Stromfjord, Sérafitus, um ser estranho e melancólico, parece guardar um terrível segredo. Ele ama Minna e é amado por ela, que vê nele um homem. Mas Seráfitus é amado também por Wilfrid, que lhe considera uma mulher (Seráfita).
Em realidade, Seráfitus-Seráfita é um perfeito andrógino, nascido de pais adeptos à doutrina de Emanuel Swedenborg, que visa transcender a condição humana, de que Seráfitus-Seráfita é um exemplo perfeito. Imensamente erudito, dotado de faculdades mentais além do comum dos mortais, ele mantém uma vida solitária e contemplativa. Mas esse ser quase celeste sonha conhecer o amor perfeito, aquele que consiste em amar juntamente dois seres de sexos opostos
Finalmente, sob os olhos admirados de Minna e Wilfrid, o ser se transforma em serafim e sobe ao céu.
O romance teve, como mostra o número de edições, um sucesso de público considerável.

## Adaptação para o teatro
Em 2010, Ouriel Zohar pôs em cena Seráfita com sua adaptação do romance de Balzac, apresentada em Paris com Barbara Herman, no Teatro da Île Saint-Louis, em Bruxelas, na Grécia e no Congo.